# Another Green World
Another Green World — trzeci album studyjny kompozytora Briana Eno, wydany we wrześniu 1975 roku. To pierwsza płyta, na której Eno eksperymentuje z ambientem, nie rezygnując jednak z piosenkowej formy.
Album ten stanowi trzeci w serii tzw. „piosenkowych” albumów solowych Briana Eno: Here Come the Warm Jets (1973), Taking Tiger Mountain (By Strategy) (1974), Another Green World (1975) i Before and after Science (1977).
W 2003 album został sklasyfikowany na 433. miejscu listy 500 albumów wszech czasów magazynu Rolling Stone. Magazyn Pitchfork Media umieścił płytę na 10. miejscu listy najlepszych albumów lat 70.
Na Rate Your Music album klasyfikowano jako reprezentujący m.in. style art rock, electronica, ambient i art pop.

## Lista utworów
Wszystkie utwory napisane przez Briana Eno.

### Strona pierwsza
| 1. | „Sky Saw”             | 3:25  |
|    |                       |       |
| 2. | „Over Fire Island”    | 1:49  |
|    |                       |       |
| 3. | „St. Elmo's Fire”     | 3:02  |
|    |                       |       |
| 4. | „In Dark Trees”       | 2:29  |
|    |                       |       |
| 5. | „The Big Ship”        | 3:01  |
|    |                       |       |
| 6. | „I'll Come Running”   | 3:48  |
|    |                       |       |
| 7. | „Another Green World” | 1:28  |
|    |                       |       |
|    |                       | 19:02 |
|    |                       |       |

### Strona druga
| 1. | „Sombre Reptiles”                  | 2:26  |
|    |                                    |       |
| 2. | „Little Fishes”                    | 1:30  |
|    |                                    |       |
| 3. | „Golden Hours”                     | 4:01  |
|    |                                    |       |
| 4. | „Becalmed”                         | 3:56  |
|    |                                    |       |
| 5. | „Zawinul/Lava”                     | 3:00  |
|    |                                    |       |
| 6. | „Everything Merges with the Night” | 3:59  |
|    |                                    |       |
| 7. | „Spirits Drifting”                 | 2:36  |
|    |                                    |       |
|    |                                    | 21:28 |
|    |                                    |       |